# Мусина, Ольга Геннадьевна
Ольга Геннадьевна Мусина (род. 13 апреля 1965 года) — актриса и режиссёр Национального молодёжного театра РБ имени Мустая Карима. Народная артистка Республики Башкортостан (2003).

## Биография
Ольга Геннадьевна Мусина родилась 13 апреля 1965 года. В 1990 году окончила с отличием театральный факультет Уфимского государственного института искусств (педагоги Г. Г. Гилязев и Ф. К. Касимова), в 2005 году — режиссёрское отделение Высшего театрального училища имени Бориса Щукина (педагог Леонид Хейфец).
С 1990 года О.Г. Мусина работает в Национальном молодёжном театре РБ имени Мустая Карима. В амплуа актрисы - лирико-драматические и острохарактерные роли.  Настоящий мастер сцены, Ольга Геннадьевна обладает огромным актерским диапазоном – от комедии до трагедии, от гротеска и эксцентрики до тончайших проявлений психологической драмы. Ей свойственны особая глубина и пластичность, творческая гибкость в сочетании с высокой профессиональной культурой и эрудицией.
За годы службы в театре О.Г. Мусина стала ведущей артисткой русской труппы театра, сыграв более 50 ролей из репертуара мировой, русской и башкирской классики. Как режиссёр она поставила спектакли «Валентинов день», «Герой», «Вечно живые», «Страсти по Насте» ," Приключения Тома Сойера» "Я - кулак Я - А-Н-Н-А" (всего более 15 работ).
Ольга Геннадьевна — преподаватель предмета «Актёрское мастерство» , многие годы работает на кафедре режиссуры театрального факультета Уфимской государственной Академии искусств, ведет режиссерский курс. Преподает в  школе юных журналистов "Телешко", ведет авторский курс сценической речи, актерскую мастерскую со слушателями разных возрастных категорий, проводит занятия с актерами театральных коллективов, учащимися уфимских школ.  Успешно совмещает работу в театре с работой в кино и на радио, принимает активное участие в общественной жизни города и республики. Участница правительственных концертов, праздничных программ в качестве ведущей и певицы. 
В 2020-2021 годах - директор, художественный руководитель и режиссер Уфимского театра юного зрителя. 

## Роли в спектаклях
- Лиса — «Кто украл трамвай?» П. Высоцкого, О. Колчинской
- Принц — «Замарашка» Я. Головацкого
- Дуня — «Две Бабы Яги» Р. Сеф, Т. Карелиной
- Ведущая спектакля — «Орфей и Эвредика» (рок-опера А. Журбина)
- Матушка Ветра — «Ищи ветра в поле» В. Лившица
- Милочка-2 — «Мое заглядение» А. Арбузова
- Фантин — «Портрет Мадемуазель Таржи» И. Елагина
- Принцесса — «Обыкновенное чудо» Е. Шварца
- Агавзи, Дочь Султана — «Маленький Мук» по сказке В. Гауфа
- Принцесса — «Кот в сапогах» С. Прокофьева, Г. Сапгира
- Антрыгина, Анфиса Пеженова — «Замоскворецкие страдания или амурная жизнь Миши Бальзаминова» по пьесам А. Н. Островского
- Киска Мила — «Чудесный эликсир» В. Зимина
- Дездемона — «Отелло» У. Шекспира
- Первая женщина — «Дом Бернарды Альбы» Ф. Гарсиа Лорки
- Старшая дочь — «Аленький цветочек» С. Т. Аксакова
- Женщина — «Убить кролика» Дж. Стейнбека
- Фея Мелюзина — «Золушка» Т. Габбе
- Финея — «Дурочка» Лопе де Вега
- Грета, Русалка — «Ундина» Ж. Жирорду
- Мария, Екатерина П. — «Салават» М. Карима
- Полина Андреевна — «Чайка» А. П. Чехова
- Марта Рулль — «Разбитый кувшин» Г. фон Клейста
- Моргана — «Любовь к трём апельсинам» К. Гоцци
- Цыганка — «Тайна старого короля» В. Ольшанского
- Колдунья — «Страсти по Насте» М. Бартенева, А. Усачева
- Анна Андреевна — «Ревизор» Н. В. Гоголя
- Мартина — «Лекарь поневоле» Мольера
- Собака Мотя — «Здравствуйте, я ваша Мотя» С. Белова, С. Куваева
- Настя — «Страсти по Насте» М. Бартенева, А. Усачёва
- Екатерина — «Любовь — книга золотая» А. Толстого
- 1-я крестьянка — «Половецкая мистерия» Ф. Булякова
- Валерия – «Моя профессия – синьор из общества» Т.Скарначчи, Р.Тарабуззи
- Вдова Куин,  Сусанна – “Герой” Д. Синг
- Иветта Потье – “Мамаша Кураж и ее дети” Б. Брехт
- Гофмейстерина – “Петрушка и Витязь” О. Проклов
- Юленька – “Доходное место»  А.Н. Островский
- Мать – «Валентин и Валентина» М.Рощин
- Траляля – “Игра в Алису” Л. Кэрролл
- Первая Фрейлина – «Голый Король» Е.Шварц
- Берта – «Робин Гуд» А.Ганичев
- Регина Петровна  «Ночевала тучка золотая» А.Приставкин
- Графиня Альмавива — «Безумный день, или Женитьба

Фигаро» П.Бомарше
- Мари – «Отель двух миров» Э.Шмитт
- Певица – «Приключения Тома Сойера» Т. Мейсон по

мотивам романа М.Твена
- Мать Фёклы – «Снегурушка» М.Бартенев
- Кикимора — «Морозко» Н.Коляда
- Ольга — «Белый ангел с чёрными крыльями» Д.Балыко
- Жаклин – «Гарнир по-французски» М. Камолетти
- Василиса — «На дне» М. Горький
- Раневская – «Чехов. Вишневый сад» по А. Чехову,

режиссерская версия В. Чеботаря.
- Душа Света – «Синяя птица»  М. Метерлинк
- Мадам Барнье — «Оскар» К. Манье
- Клеопатра Максимовна — «Самоубийца» Н. Эрдман
- Мама, Королева — «Щелкунчик» Н. Соболева
- Бабушка Даша — «Левушка» А.Крым
- Лилиан — «Алые паруса» А.Грин

## Награды и звания
- Народная артистка РБ (2003)[3]
- Заслуженная артистка РБ (1993)
- Лауреат Республиканского фестиваля «Театральная весна-2009» за лучшую женскую роль второго плана.
- Почетная грамота Республики Башкортостан (2015)